# كازاميلا
كازا ميلا Casa Milà ( النطق الكاتالاني : [ kazə miɫa ] ) و المعروف شعبيا باسم لابيدريرا La Pedrera تبدو وكأنها قطعة فنية للهندسة المعمارية. و لكنها ليست كذلك. هذه المباني ذات الواجهات الحجرية المتموجة والشرفات ذات الحديد المطاوع والنوافذ غير العادية بُنيت منذ قرن مضى ما بين العام 1906 و 1912 من قِبل المهندس المعماري أنطونيو غاودي (1852-1926) المعروف في ذاك الوقت. صمم غاودي المباني المعروفة باسم كازا ميلا بدون أن يستخدم الجدران لحمل الأحمال بدلاً من ذلك استخدم الحديد وشكل منها الأعمدة والأقواس بأشكال غير منتظمة لتشكيل التصميم الدائري. معمارياً يعتبر هذا العمل عملا مبتكراً وفي نفس الوقت تدعو للسخرية والإشمئزاز.جتى الحكومة المحلية اعترضت على بعض جوانب المشروع وقامت بتغريم القائمين على المشروع بسبب المخالفات للكثير من قوانين البناء.
في عام 1984 ، أعلن ان المبنى موقع للتراث العالمي من قبل اليونسكو . والمبنى مفتوح للجمهور .

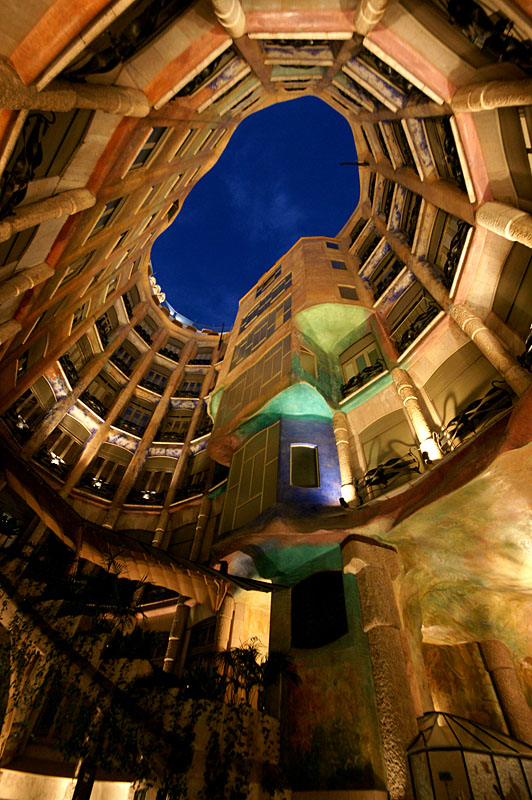
Casa Milà atrium at dusk

## التصميم
يتكون المبنى من سلسلة من الجدران الحجرية من الخارج، ولديها نوافذ كبيرة وشرفات حديدية موضوعة على واجهات متموجة. على السطح تشاهد المداخن التي تشبه المخلوقات السريالية، هذه النحوت هي بحد ذاتها أحد الأعمال الفنية لهذه المباني. و كونها واحدة من أطول المباني في باسيو دي غراسيا، فإنها تضفي إطلالة رائعة لوسط مدينة برشلونة.
ديكور الشقة بالطابقة العلوي مزينة بمفروشات تعود لأوائل القرن ال عشرين، وهي متاحة لإعطاء السياح شعور حقيقي للشكل الدائري للغرف. جميع الشقق تطل على باحتين للسماح لأشعة الشمس من الدخول لغرف المعيشة.

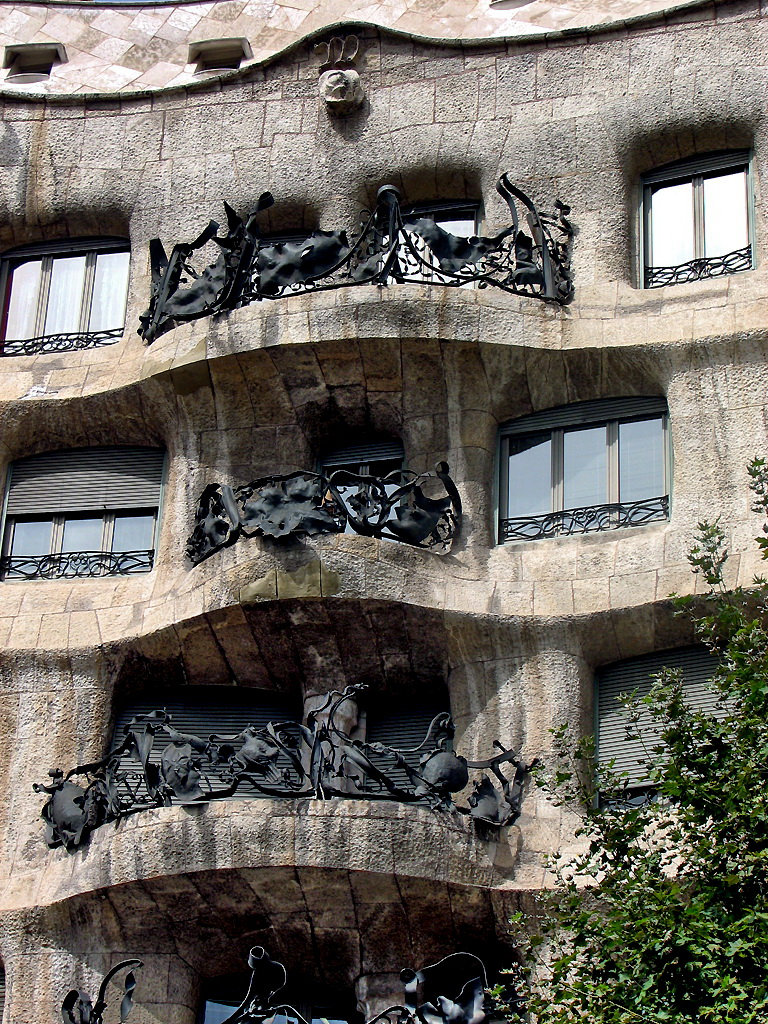
CasaMila-Balcony

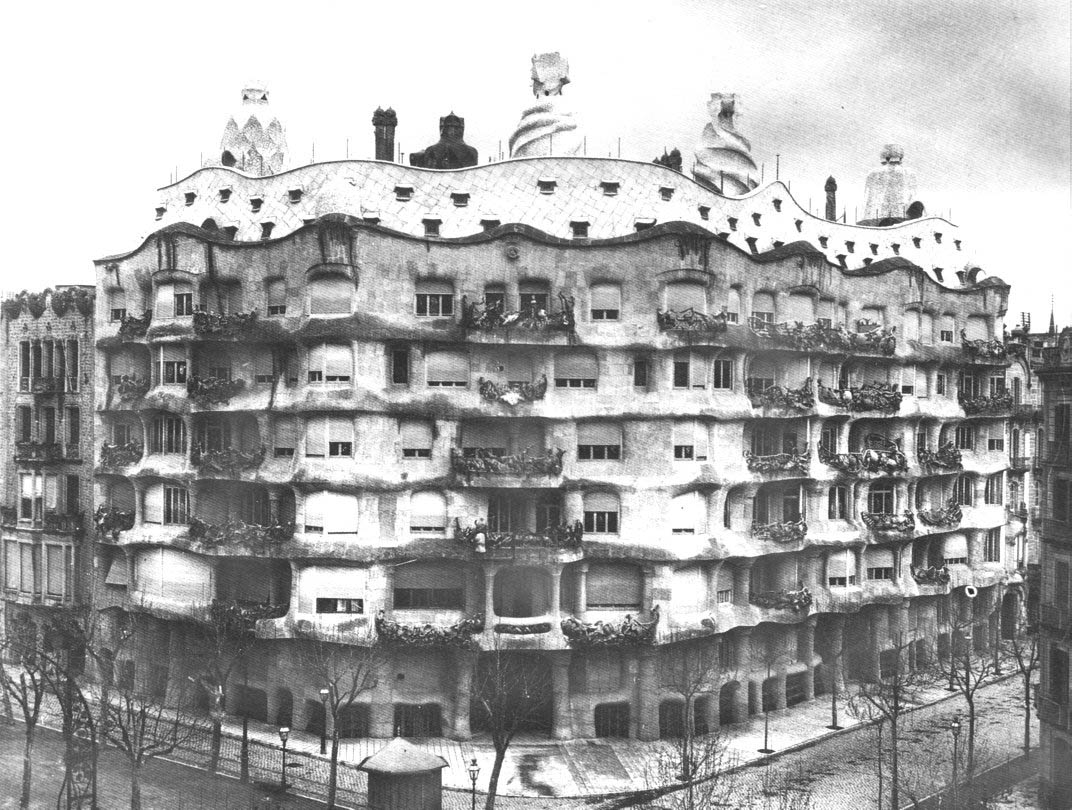
Design Plan

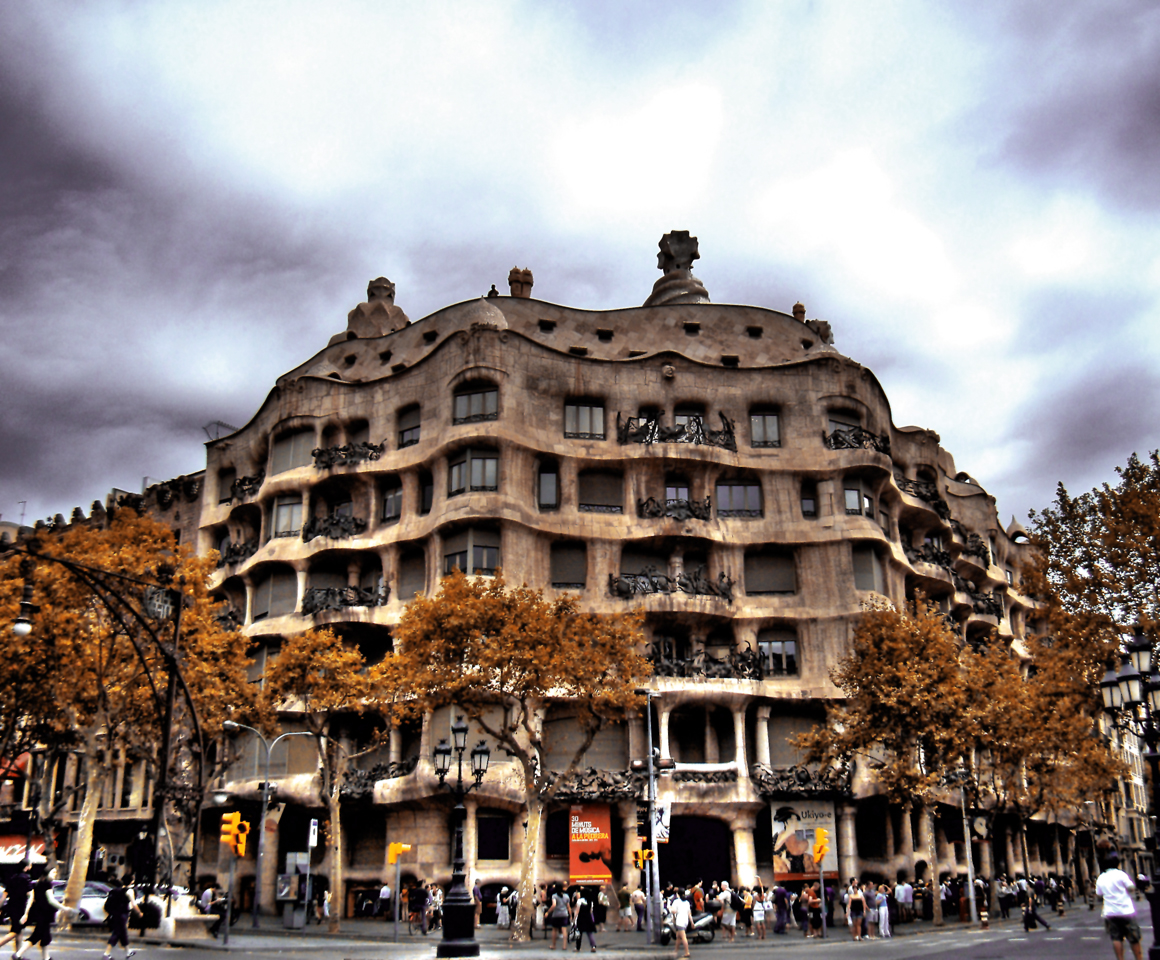
overview

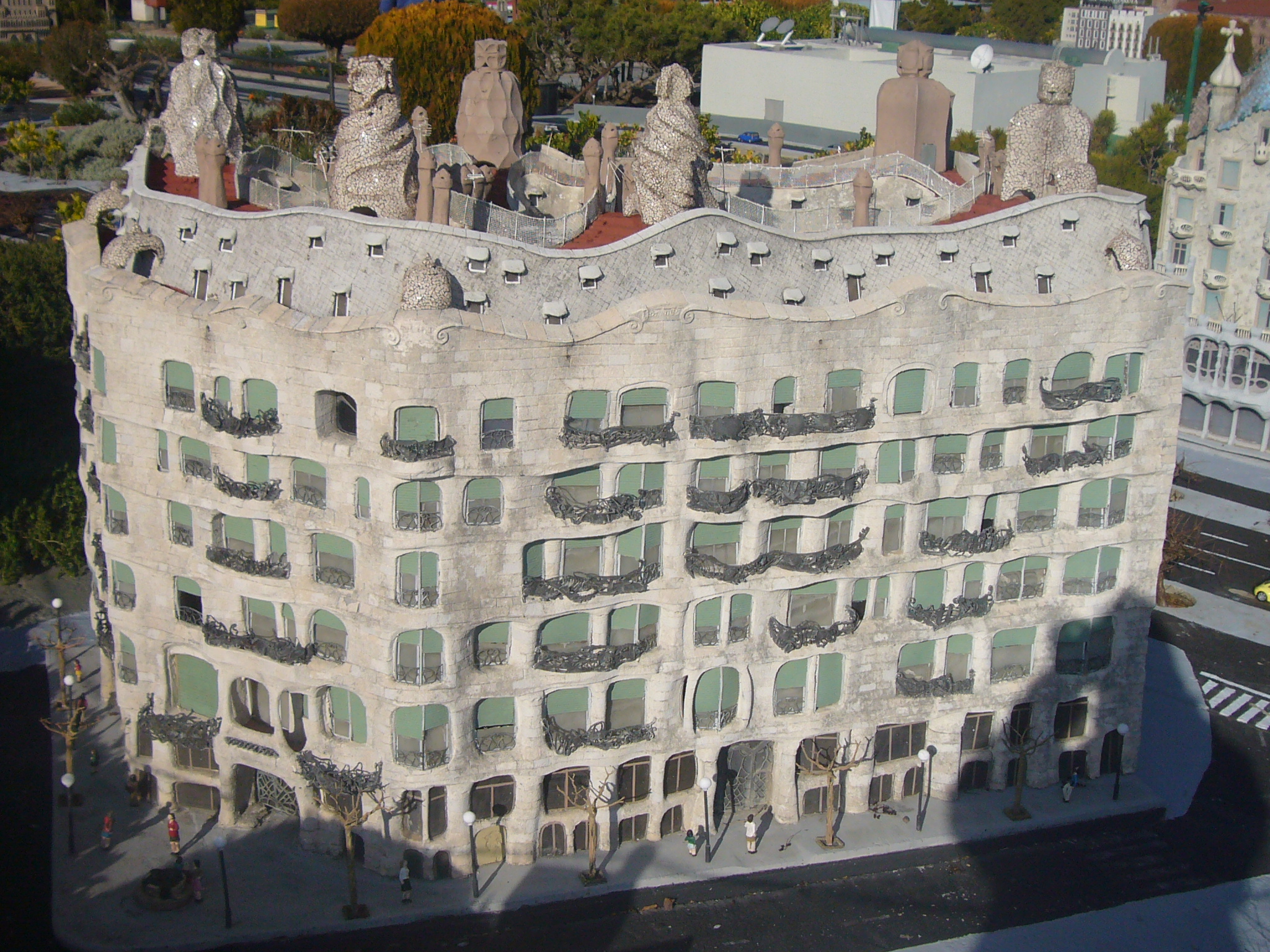
Scale model at the Catalunya en Miniatura park

## معرض الصور
<gallery>
Image:casa mila roof.jpg|كازاميلا
Image:Casa Mila Rooftop.jpg|كازا ميلا على السطح في الربيع
Image:Casa Milà 01.jpg|أبراج التهوية
Image:LaPedreraParabola.jpg|صورة تحت شرفة كازاميلا
Image:CaMilá25062006(005).JPG|التفاصيل من البلكونه الأصلية